# Alexander Frei
Alexander Frei (* 15. července 1979) je bývalý švýcarský fotbalový útočník a reprezentant, který jako hráč naposledy působil v klubu FC Basilej.
Ve švýcarském národním týmu byl kapitánem a se 42 góly je jeho nejlepším střelcem.